# Поставнин, Алексей Васильевич
Алексей Васильевич Поставнин (17 марта 1915 — ?) — советский футболист, нападающий.
Сын вагоновожатого. В 1931 году окончил 102 трудовую школу, работал на ФЗУ «Союзверфь» (1931—1933), на балтийском заводе им. Орджоникидзе (слесарем в 1933—1934, 1934—1937; мастером в 1937—1941). Играл за «Балтвод» в 1931—1936, 1938 в футбол и хоккей с мячом), За «Зенит» Ленинград в чемпионате СССР 1938 в 13 играх забил три гола. Окончил школу тренеров при ГОЛИФКе им. П. Ф. Лесгафта. Тренировал юношескую команду Балтийского завода (1939—1946; 1947), с I командой стал чемпионом Ленинграда). Участник Великой Отечественной войны, ранен в 1941 году. В августе 1941 — октябре 1945 находился в плену.
Служил в войсках МВД с 1946 года.